# Terminalia arjuna
Terminalia arjuna är en tvåhjärtbladig växtart som först beskrevs av William Roxburgh, och fick sitt nu gällande namn av Robert Wight och Arn.. Terminalia arjuna ingår i släktet Terminalia och familjen Combretaceae. Inga underarter finns listade i Catalogue of Life.

## Bildgalleri

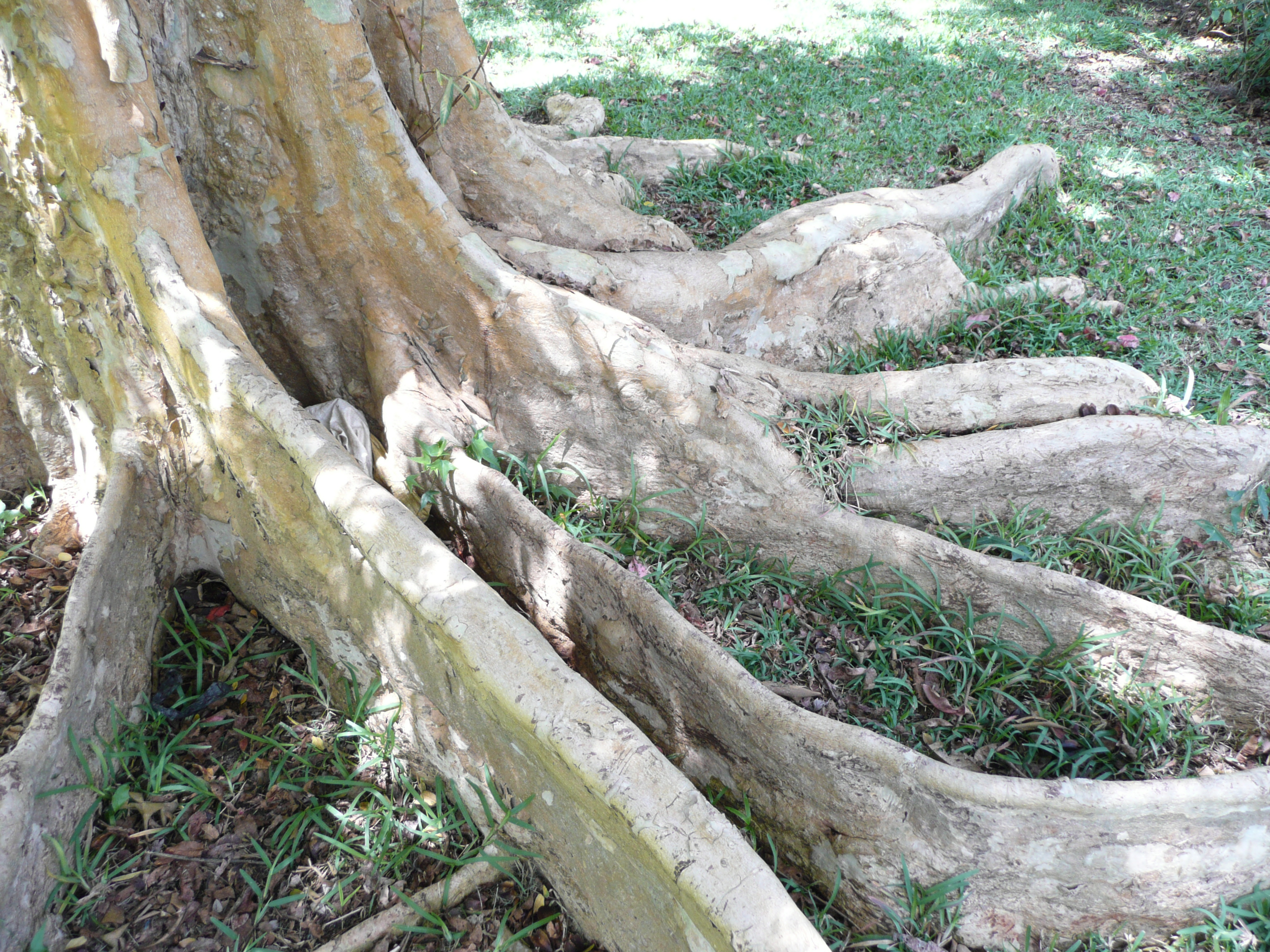
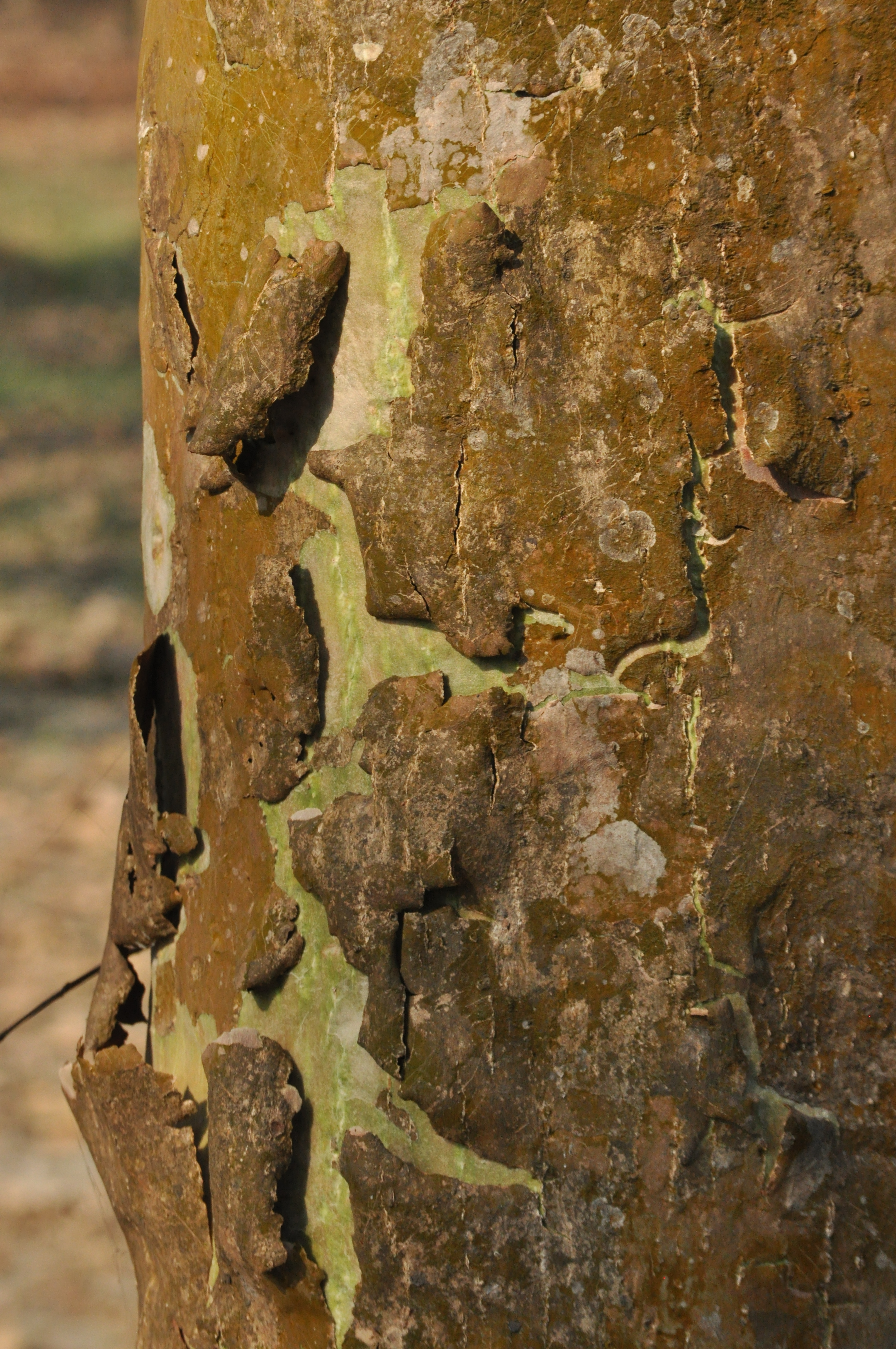
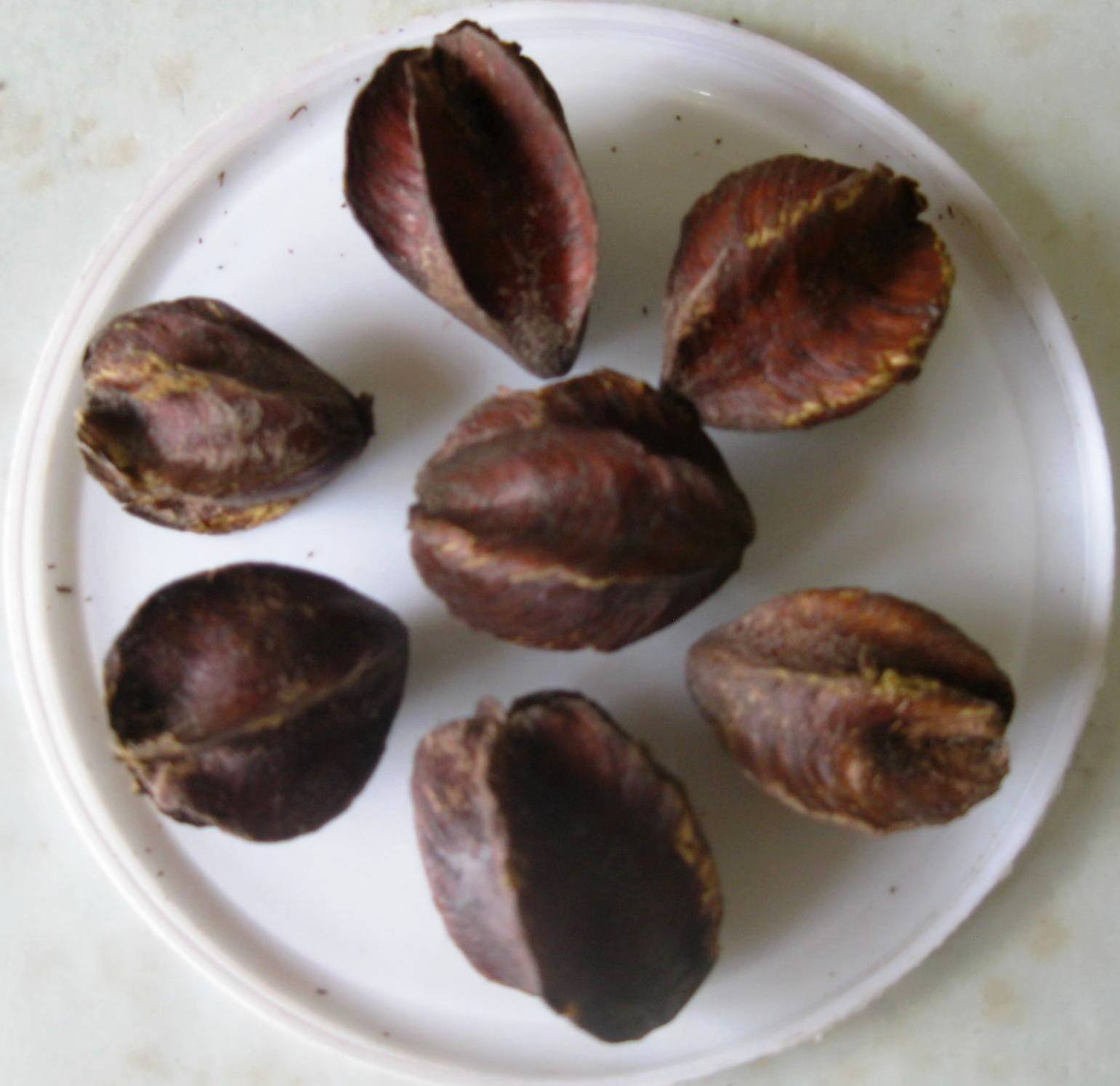
Arjuna frukter (torkade)